# Polyplectropus anakempat
Polyplectropus anakempat är en nattsländeart som beskrevs av Malicky 1995. Polyplectropus anakempat ingår i släktet Polyplectropus och familjen fångstnätnattsländor. Inga underarter finns listade i Catalogue of Life.